# 岩崎巴人
岩崎 巴人（いわさき はじん）、1917年〈大正6年〉11月12日 - 2010年〈平成22年〉5月9日）は、日本の僧侶（浄土宗西山禅林寺派）であり、昭和から平成時代の日本画家である。名は弥寿彦。

## 経歴
東京府東京市（現在の東京都新宿区）にて出生。幼少期から姉の嫁ぎ先である富山を訪れていた。1936年に川端画学校を卒業後、同学校研究科に2年間在学し青龍社展に初入選。1938年小林古径に師事、同年の再興第25回院展に「芝」で入選し、横山大観から高評価を得る。1941年に再興第28回院展に入選するが、同年応召。復員後に一時期母親の疎開先である富山県に逗留。戦後、1950年に院展を脱退。1958年谷口山郷や長崎莫人らと共に日本表現派を創立。1968年同派を脱退する。1977年には禅林寺で出家し、絵描と求道の精神を一体化させ日本画の分野で独自の展開を繰り広げた。1987年から翌年にかけてNHK趣味講座「水墨画入門」の講師を務めた。
2010年、間質性肺炎のため死去。93歳没。

## 作品
- 「芝」
- 「情熱の週末」
- 「軍鶏図」[6]
- 「雲行仏国土絵巻」
- 「ブダガヤの村」
- 「河童百態絵巻」
- 「降魔成道」
- 「南総八犬伝幻想図絵」
- 「白鳥」
- 「七福神宝船図」
- 「南無青面金剛」
- 「藐姑射の山」
- 「喫茶去（趙州三椀之茶）図」
- 「白雲深処掩柴扉」
- 「ジャータカ物語」
- 「雲門柱杖化龍図」[7]
- 「旭日力松波濤之圖」
- 「春禽椿花図」
- 「図歸山五合庵良寛村童」
- 「龍図」
- 「旭日松鶴図」
- 「寒山拾得図」
- 「バケモノ百鬼夜行図」

## 出演
- 趣味講座「水墨画入門」（NHK教育テレビ、1987年10月 - 1988年3月） 講師

## 書籍
- 『蛸壺談義』 神無書房.1978年
- 『対談集美術家への証言:NHK日曜美術館第7集』 学習研究社.1979年
- 『岩崎巴人展:日本のフォーヴ 野の僧』 高岡市美術館.1984年
- 『水墨画入門』 日本放送出版協会.1988年
- 『岩崎巴人展』 福光美術館.1995年
- 『岩崎巴人展:郷土作家企画展』 朝日町立ふるさと美術館.1998年
- 『長崎莫人と交友の画家たち:岩崎巴人・谷口山郷・のむら清六』  福野文化創造センター.2002年
- 『郷土作家展岩崎巴人展：ここだけの巴人の世界』 竜ケ崎市歴史民俗資料館.2010年